# Nordsjö vägtunnel
Nordsjö vägtunnel, även Borgarstrandsvikens tunnel (finska Vuosaaren tietunneli), är en 1,52 km lång vägtunnel i Nordsjö distrikt i Helsingfors, vid Nordsjö hamn. Den utgör en del av Ring III och öppnades den 9 oktober 2007. Dock fick tunneln stängas efter några dagar när säkerhetssystemen inte fungerade som önskat. Den öppnade igen 22 januari 2008.